# Birreme

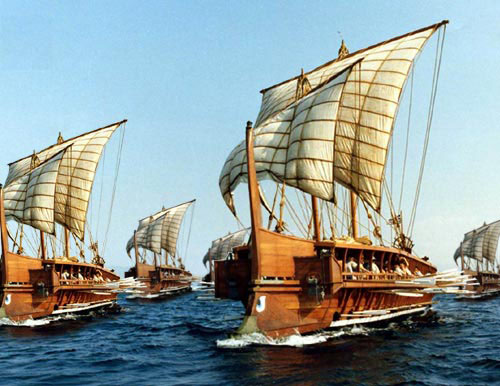
Armada de birremes, imagem criada com uma única réplica do Olympias

Birreme -  (em grego:  διήρης, diērēs) - é um navio fenício e é considerada a melhor embarcação da Antiguidade. Uma birreme tinha duas fileiras de remos. A nau com três fileiras é chamada de trirreme.  Ambas embarcações podiam medir até 35 metros de comprimento. Esse tipo de navio foi copiado por gregos e romanos, que o usaram para dominar a navegação no Mediterrâneo.

## Em biologia
O termo birreme não é usado em biologia. O adjetivo birrâmio é utilizado em biologia para designar os animais que apresentam birramia, ou seja, apresentam apêndices com dois eixos, isto é, birramificados.